# كيت براون (ناشطة)
كيت براون (بالإنجليزية: Kate Brown)‏ هي ناشِطة أمريكية، ولدت في 1840، وتوفيت في 1883.